# Çò des d'Escalèr
Çò des d'Escalèr és un edifici del municipi de Bausen (Vall d'Aran) inclòs en l'Inventari del Patrimoni Arquitectònic de Catalunya.

## Descripció
Çò des d'Escalèr és probablement l'habitatge més estudiat de la Val d'Aran. La "Pardia" s'estructura a una banda del carrer de Santa Eulàlia, i s'adapta al fort desnivell del terreny.
El pati ("corrau") resulta tancat per les mateixes edificacions, amb accés directe des del carrer a través d'un portal, la "borda" amb els graons dels "penaus" queda en la part superior, la galeria ("engard") amb la paret seguint la corba al mig, i la casa habitatge al davall, amb un annex per al bestiar domèstic. Dessota queda el portal pròpiament dit que permet l'accés al complex per la part del migdia, passant pels prats, i damunt de tot se situa l'hort. Com és habitual les obertures de fusta se situen en la façana millor orientada en relació amb el sol, de manera que tota la façana de migdia de la casa és ocupada per una balconada de dos pisos que suporten dues gras pilastres d'obra, embigats en voladís i pilars de fusta acabats en colze, la qual aixopluga un " tresaigües" en el "penalèr" presidit per la "llacuna". Així doncs, la casa de secció rectangular, perpendicular al vessant, consta d'una cava molt desenvolupada a sol ixent, dues plantes i "humarau" amb una coberta d'encavallades de fusta i llosat de pissarra; habitatge relativament reduït atès el volum de la construcció.
La borda presenta entrades diferenciades a peu pla, bé des de l'exterior, bé des del pati interior, i en general podem parlar d'una sàvia especialització de l'espai: graner, estable,"palhèr","garièra","porcingla", "cerèr", "embalet", etc.

## Història
Çò des d'Escalèr és documentada des del 1818 en poder dels Medan de Bausen, i és versemblant que tinguin com a precedent a Çò dera Escalica, documentada des de l'any 1636 fins al segle xviii amb la família Sanglada; en aquest sentit convé recordar l'incendi que anorreà bona part de les cases de Bausen l'any 1787